# Зандра Родс
Зáндра Лíндсі Родс (англ. Zandra Lindsey Rhodes; нар. 19 вересня 1940) — англійська модельєрка. Родс робила дизайн одягу Діани, принцеси Вельської та багатьох інших знаменитостей. 2003 року Родс заснувала Музей моди та текстилю в Лондоні.
За свою п'ятдесятирічну кар'єру Родс здобула численні нагороди, серед яких денна премія «Еммі» за видатні особисті досягнення у театральному мистецтві (костюмографія; 1979) та британська премія «Вольполь» (2019).
Родс народилася 19 вересня 1940 року в місті Чатем, Кент, Англія.  Її мати працювала кравчинею в паризькому домі моди «Гауз оф Ворт», а згодом стала професоркою Медвейського коледжу мистецтв, нині Університету творчих мистецтв. Її батько служив у повітряних силах у Єгипті, а згодом став водієм вантажної машини.  Через три роки після народження Зандри, мати народила її сестру Беверлі Родс. Мати Зандри, бувши знавчинею моди, прищепила їй любов до стилю ще в підлітковому віці.
Зандра Родс навчалася в Медвейському коледжі мистецтв, вивчала текстильне друкування. На молоду Родс впливали попхудожник Рой Ліхтенштайн, Енді Воргол та текстильний дизайнер Еміліо Пуччі. Барбара Браун запалила її інтерес до текстильного дизайну під час навчання.  Пізніше Родс навчалася за стипендією в Королівському коледжі мистецтв. 1964 року Зандра Родс одержала науковий ступінь з текстильного дизайну оселі.

## Заслуги та нагороди
- Родс було надано звання командорки ордена Британської імперії 1997 року, а 2014 — Дами – командорки ордена Британської імперії. Того ж року її, з нагоди дня народження, було винагороджено за внесок у британську моду.[14]
- 1972 — звання дизайнерки року, нагороди від «Інґліш Трейд-Фешн», Королівської дизайнерської індустрії, Королівської спілки мистецтв.[8]
- 1978 р. стала членкинею Товариства промислових мистецтв, одержала премію коледжу мистецтв Мура,  що в Філадельфії.
- Премія Еммі–1979 за видатні особистві досягнення особистості в костюмографії.[15]
- 1983 р. Зандру Родс вшанувала Британська рада дизайнерів та Комітет національного економічного розвитку.
- 1985 одержала премію «Альфа».[16]
- 1986 стала лавреаткою «Почесної премії для жінок».
- 1990 р. часопис «Обзервер» назвав її дизайнеркою текстилю номер один.
- Премія Зали слави 1995 року від Британської ради моди.
- 1997 року Родс стала командоркою ордена Британської імперії, а також отримала нагороду «Золота вішалка» від Каліфорнійського коледжу моди, Сан-Дієго
- 1998 р. отримала звання провідної жінки-підприємиці від «Стар Ґруп», США, здобула нагороду від Національного об'єднання Терраццо та мозаїки.
- Премія за меценатство від Монблан-де-ля-Культур [17]
- 2019 — премія «Вольполь».[9]

## Особисте життя
Родс була пов'язана з колишнім президентом «Ворнер Бразерс» Салахом Гасенейном (1921-2019) з 1975 року. 

## Політичні погляди
2010 року Родс висловила прихильність до новообраного уряду Девіда Кемерона.

## Випадок у Ла-Хоя
2010 року Родс налетіла автівкою на крамницю «Ейз Гардвер» у Ла-Хоя (Сан-Дієго), завдавши шкоди жінці.

### Виноски
1. ↑  SNAC — 2010.
2. ↑  Vu M. Rhodes, Zandra // Grove Art Online / J. Turner — [Oxford, England], Houndmills, Basingstoke, England, New York: OUP, 2018. — doi:10.1093/GAO/9781884446054.ARTICLE.T2080161
3. ↑  The International Who's Who of Women 2006 — Routledge, 2005. — ISBN 978-1-85743-325-8
4. ↑  Museum of Modern Art online collection
5. 1 2 3  Чеська національна авторитетна база даних
6. ↑  Identifiants et Référentiels — ABES, 2011.
7. ↑  CONOR.Sl
8. 1 2 3 4  Kellogg, Ann T. (2002). In an Influential Fashion: An Encyclopedia of Nineteenth- and Twentieth-Century Fashion Designers and Retailers Who Transformed Dress. Westport (Conn.): Greenwood Press. с. 257–258. ISBN 9780313312205.
9. 1 2  Walpole British Luxury Awards 2019 | The Winners. Walpole (амер.). Архів оригіналу за 24 вересня 2020. Процитовано 18 грудня 2019.
10. ↑  Vu, Mai (2009). Rhodes, Zandra. Grove Art Online. doi:10.1093/gao/9781884446054.article.T2080161. Архів оригіналу за 18 грудня 2019.
11. 1 2  Lewis, Roz (18 жовтня 2013). Zandra Rhodes: My family values. The Guardian (брит.). ISSN 0261-3077. Архів оригіналу за 26 січня 2021. Процитовано 18 грудня 2019.
12. ↑  Fogg, Marnie (2005). Rhodes, Zandra. У Steele, Valerie (ред.). Encyclopedia of Clothing and Fashion (PDF). с. 104—105. Архів оригіналу (PDF) за 21 квітня 2019. Процитовано 18 грудня 2019.
13. ↑  Kellogg, Ann T. (2002). In an Influential Fashion: An Encyclopedia of Nineteenth- and Twentieth-Century Fashion Designers and Retailers Who Transformed Dress. Westport (Conn.): Greenwood Press. с. 257–258. ISBN 9780313312205.
14. ↑  The London Gazette. Архів оригіналу за 25 квітня 2020.
15. ↑  Daytime Emmy Awards. Television Academy (англ.). Архів оригіналу за 6 серпня 2020. Процитовано 18 грудня 2019.
16. ↑  Zandra Rhodes | Encyclopedia.com. www.encyclopedia.com. Архів оригіналу за 19 грудня 2019. Процитовано 18 грудня 2019.
17. ↑  ZANDRA WINS. British Vogue (брит.). Архів оригіналу за 19 грудня 2019. Процитовано 18 грудня 2019.
18. ↑  Lewis, Roz (18 жовтня 2013). Zandra Rhodes: My family values. The Guardian. Архів оригіналу за 26 січня 2021. Процитовано 26 квітня 2020.
19. ↑  Zandra Rhodes on the new government's priorities. Vogue.co.uk. 19 серпня 2010. Архів оригіналу за 30 травня 2016. Процитовано 27 квітня 2016.
20. ↑  Fashion designer crashes car into La Jolla hardware store. San Diego Union-Tribune (амер.). 30 червня 2009. Архів оригіналу за 16 квітня 2019. Процитовано 26 квітня 2020.
21. ↑  Archived copy (PDF). Архів оригіналу (PDF) за 13 травня 2008. Процитовано 7 травня 2008.{{cite web}}:  Обслуговування CS1: Сторінки з текстом «archived copy» як значення параметру title (посилання)